# كارولين تشانغ (طبيبة)
كارولين تشانغ هي طبيبة إكوادورية، ولدت في 13 فبراير 1966.